# Aeroport Internacional Mano Dayak
L'Aeroport Internacional Mano Dayak (codi IATA: AJY, codi OACI: DRZA) és un aeroport d'Agadez al Níger. Té vols a l'Alger, Niamey i París i hi arriben vols d'Air Niger (Niamey).